# 浅野辰雄 (大映の人物)
浅野 辰雄（あさの たつお、1904年4月12日 - 没年不詳）は、日本の映画製作者、映画会社の経営者である。大映の設立以来、京都撮影所総務部長、洋画部長、九州支社長、中部支社長、取締役、監査役を歴任した。
日本映画データベース等で混同されている映画監督・脚本家の浅野辰雄（1916年 - 2006年）は、別人である。

## 人物・来歴
1904年（明治37年）4月12日、岐阜県に生まれる。1921年（大正10年）3月、旧制・岐阜県立農林学校（現在の岐阜県立岐阜農林高等学校）を卒業する。
第二次世界大戦時の戦時統制により1942年（昭和17年）1月27日、日活の製作部門・新興キネマ・大都映画が合併して大日本映画製作株式会社（大映）が設立され、同年、同社に入社する。かつての日活京都撮影所を大映京都撮影所とし、同所の総務部長に就任する。戦争末期、1944年（昭和19年）3月30日に公開された『土俵祭』（監督丸根賛太郎）、1945年（昭和20年）1月11日に公開された『龍の岬』（監督白井戦太郎）、および同年に製作されたが戦後になってから、1952年（昭和27年）4月30日に公開された『乞食大将』（監督松田定次）に「製作」としてクレジットされている。
戦後は中部支社長、一時的に本社の洋画部長、九州支社長を経て、再度、中部支社長に就任する。
1964年（昭和39年）、定年を迎え、監査役に就任する。1969年（昭和44年）、任期満了のため監査役を解任、大映を退社した。同年12月1日、大映専務取締役の松山英夫、東映京都テレビプロダクション参与の宮本信太郎らとともに永年勤続者表彰を受ける。没年は不詳である。

## フィルモグラフィ
クレジットはすべて製作である。東京国立近代美術館フィルムセンター（NFC）等の所蔵状況についても記す。
- 『土俵祭』 : 監督丸根賛太郎、製作大映京都撮影所、配給映画配給社（紅系）、1944年3月30日公開
- 『龍の岬』 : 監督白井戦太郎、製作大映、配給映画配給社（紅系）、1945年1月11日公開
- 『乞食大将』 : 監督松田定次、製作大映京都撮影所、配給大映、1945年製作・1952年4月30日公開 - 62分の上映用プリントをNFC所蔵[11]